# Élie Bayol
Élie Marcel Bayol (Marselha, 28 de fevereiro de 1914 – La Ciotat, 25 de maio de 1995) foi um automobilista francês que participou de 8 Grandes Prêmios de Fórmula 1.
Seu melhor resultado foi um quinto lugar na Argentina em 1954, prova em que conquistou seus únicos 2 pontos no Mundial de Pilotos.